# Klippvägstekel
Klippvägstekel (Agenioideus apicalis) är en stekelart som först beskrevs av Vander Linden 1827.  Klippvägstekel ingår i släktet slankvägsteklar, och familjen vägsteklar. Arten är tillfälligt reproducerande i Sverige.